# Păsările (film)

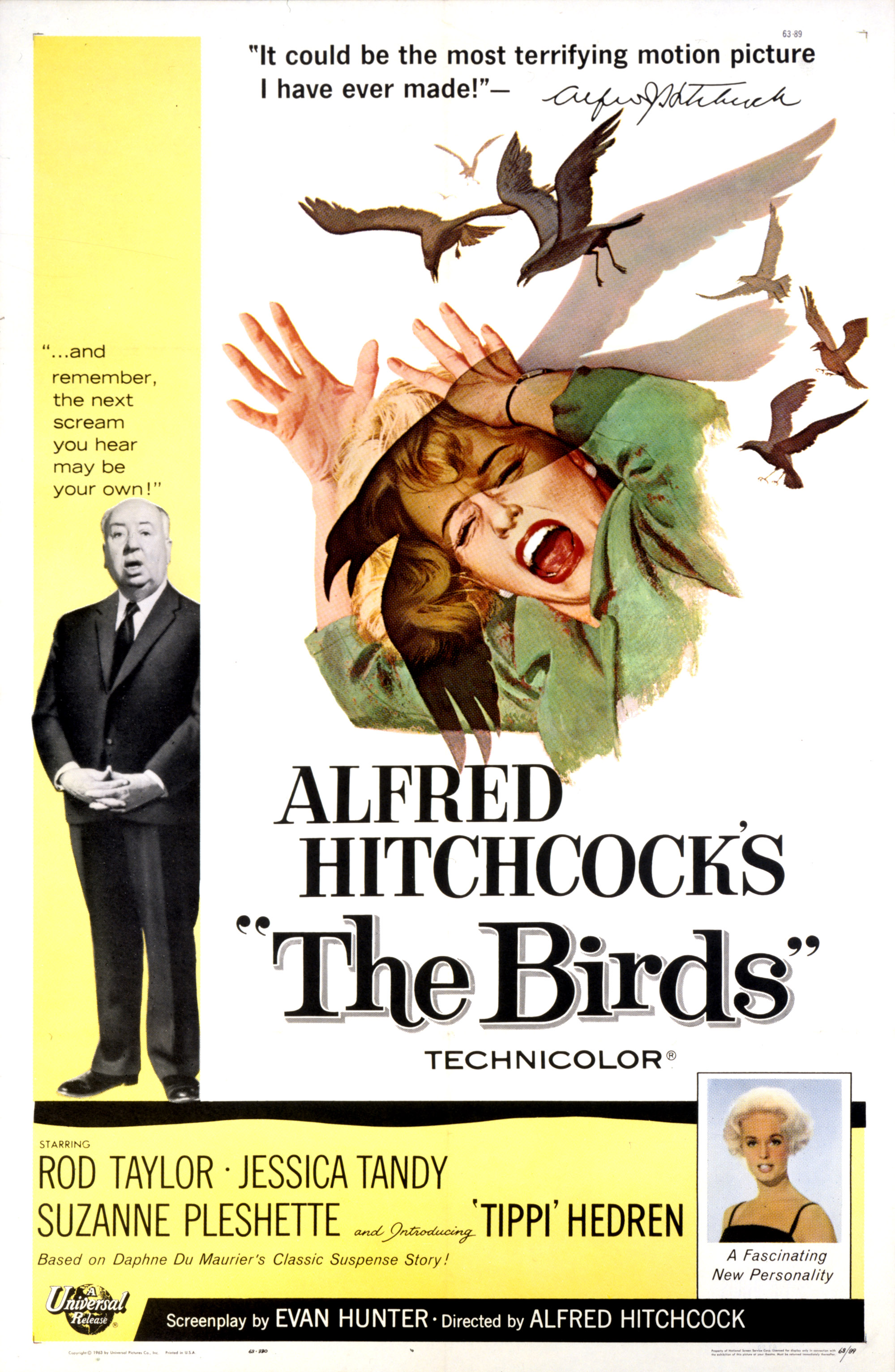
Afișul original al filmului

Păsările (1963) este un film de groază thriller regizat de Alfred Hitchcock, vag bazat pe povestirea din 1952 The Birds de Daphne du Maurier. Are loc în Golful Bodega, California, unde, timp de câteva zile, dintr-o dată și din motive inexplicabile, au loc o serie de atacuri ale unor păsări foarte violente.
În rolurile principale apar actorii Tippi Hedren, Rod Taylor, Jessica Tandy, Suzanne Pleshette și tânara Veronica Cartwright.
Scenariul este scris de Evan Hunter. Hitchcock i-a spus să dezvolte personaje noi și o poveste mult mai elaborată și totodată să păstreze titlul și ideea inexplicabilă a atacurilor unor păsări din lucrarea lui Du Maurier.

## Distribuție
- Tippi Hedren este Melanie Daniels
- Rod Taylor este Mitch Brenner
- Jessica Tandy este Lydia Brenner
- Veronica Cartwright este Cathy Brenner
- Suzanne Pleshette este Annie Hayworth
- Ethel Griffies este D-na. Bundy
- Charles McGraw este Sebastian Sholes
- Doreen Lang este mama isterică din restaurant
- Ruth McDevitt este D-na. MacGruder
- Joe Mantell este Agent de vânzări din restaurant
- Malcolm Atterbury este Ajutor de Șerif Al Malone
- Karl Swenson este Drunken Doomsayer in Diner
- Elizabeth Wilson este Helen Carter
- Lonny Chapman este Deke Carter
- Doodles Weaver este Pescar care închiriează bărci
- John McGovern este Poștașul
- Richard Deacon este Vecinul de la oraș al lui Mitch
- Bill Quinn este Sam ca Omul din restaurant
- Morgan Brittany este Fata de la petrecere de aniversare
- Darlene Conley este Chelnerița
- Dal McKennon este Sam bucătarul
- Mike Monteleone este Lucrător la benzinarie
- Jeannie Russell este un școlar
- Rory Shevin este Băiatul blond speriat din cafenea
- Roxanne Tunis este Extra
- Alfred Hitchcock are o scurtă apariție și în acest film, la începutul filmului, ca un om care merge pe jos însoțit de câini ieșind din magazinul de animale. Doi dintre câini sunt proprii săi terrieri Sealyham: Geoffrey și Stanley.[5]

## Premii și nominalizări

### Liste aleInstituitului American de Film
- AFI's 100 Years...100 Thrills - locul 7.
- 100 de ani...100 de filme - nominalizare[6]
- AFI's 100 Years...100 Heroes & Villains
  - Păsările (Răufăcători)[7] nominalizare
- AFI's 100 Years...100 Movies (10th Anniversary Edition) - nominalizare[8]